# Myopegma
Myopegma is een geslacht uit de familie Octacnemidae en de orde Phlebobranchia uit de klasse der zakpijpen (Ascidiacea).

## Soorten
- Myopegma melanesium Monniot F. & Monniot C., 2003
- Myopegma midatlantica Monniot F., 2011